# Шковира, Мирослав
Мирослав Шковира (словац. Miroslav Škovira; род. 7 ноября 1973 года, Левоча, Чехословакия) — словацкий хоккеист, левый нападающий.

## Карьера
Воспитанник хоккейной школы ХК «Попрад». Выступал за ХК «Попрад», «Олд Гриззлиз» (AJHL), «Тршинец», ХК «Пухов», «Больцано», ХК «Кошице», «Манчестер Финикс», «Крефельд Пингвин», МХК «Кежмарок».
В составе национальной сборной Словакии провел 13 матчей (2 гола). В составе молодежной сборной Чехословакии, участник чемпионатов мира 1992 и 1993. В составе юниорской сборной Чехословакии, участник чемпионата Европы 1991.